# Brian McClair
Brian John McClair (* 8. Dezember 1963 in Bellshill) ist ein schottischer Fußballspieler und -trainer.

## Karriere

### Spielerkarriere
McClair begann seine Karriere bei Aston Villa, wo er jedoch nie zum Einsatz kam. 1981 wechselte er zum FC Motherwell in die schottische Premier League. Nach vierzig Spielen in Motherwell wechselte er für umgerechnet circa 150.000 € zu Celtic Glasgow. Während seiner Zeit in Glasgow wurde der Stürmer schottischer Fußballer des Jahres 1987. Nach diesem individuellen Erfolg wechselte er zu Manchester United für eine Ablösesumme von etwa 1,2 Mio. €. McClair wurde mit den Red Devils viermal englischer Meister, zweimal englischer Pokalsieger, einmal englischer League-Cup-Sieger und Sieger im UEFA-Pokal der Pokalsieger. International spielte der Schotte dreißigmal für sein Heimatland. Er erzielte zwei Tore für die Schotten. Der Stürmer war ebenfalls Mitglied der schottischen Auswahl für die Fußball-Europameisterschaft 1992 in Schweden. McClair wurde dreimal eingesetzt und erzielte gegen die GUS ein Tor, doch Schottland schied bereits in der Gruppenphase aus. Nach seiner Karriere bei ManU kehrte er 1998 noch einmal für elf Spiele zu seinem Stammklub FC Motherwell zurück.

### Trainerkarriere
Von Dezember 1998 bis Ende der Saison 1998/1999 war er Co-Trainer bei den Blackburn Rovers Seit Anfang der Saison 2006/2007 ist er Leiter der Jugendakademie von Manchester United.

### Stationen als Trainer
- Blackburn Rovers (1998–1999) (Co-Trainer)
- Manchester-United-Jugend (seit 2006)

### Erfolge
- 1 × schottischer Meister mit Celtic Glasgow (1986)
- 1 × schottischer Pokalsieger mit Celtic Glasgow (1985)
- 4 × englischer Meister mit Manchester United (1993, 1994, 1996, 1997)
- 3 × englischer Pokalsieger mit Manchester United (1990, 1994, 1996)
- 1 × englischer League-Cup Sieger mit Manchester United (1992)
- 1 × europäischer Supercupsieger mit Manchester United (1991)
- 1 × UEFA-Pokal der Pokalsieger mit Manchester United (1991)
- 1 × schottischer Fußballer des Jahres (1987)
- Teilnahme an der Fußball-EM 1992 mit Schottland (drei Einsätze, ein Tor)